# أنتريم الشمالية (دائرة انتخابية في المملكة المتحدة)
أنتريم الشمالية (بالإنجليزية: North Antrim)‏ هي إحدى الدوائر الانتخابية في المملكة المتحدة الممثلة في مجلس العموم في برلمان المملكة المتحدة.
عضو البرلمان الذي يمثلها حالياً هو :Rt Hon Ian Paisley (DU).